# Sitora Duschanbe
Sitora Duschanbe (tadschikisch Ситора) war ein Fußballverein aus der tadschikischen Hauptstadt Duschanbe. Gegründet 1990, gewann der Verein bereits 1993 den nationalen Pokalwettbewerb. 1997 löste sich der Verein auf Grund finanzieller Probleme auf.

## Vereinserfolge
- Tadschikischer Meister: 1993, 1994
- Tadschikischer Pokalsieger: 1993

## Bekannte ehemalige Spieler
- Hakim Fusajlow (tadschikisch Ҳаким Фузайлов)
- Rahmatullo Fusajlow (tadschikisch Раҳматулло Фузайлов)
- Denis Knitel (russisch Денис Книтель)